# ماترای این اوستیرول
ماترای این اوستیرول (به آلمانی: Matrei in Osttirol) یک منطقهٔ مسکونی در اتریش است که در لاینس واقع شده‌است. ماترای این اوستیرول ۲۷۷٫۸ کیلومتر مربع مساحت دارد ۹۷۵ متر بالاتر از سطح دریا واقع شده‌است.